# چدن

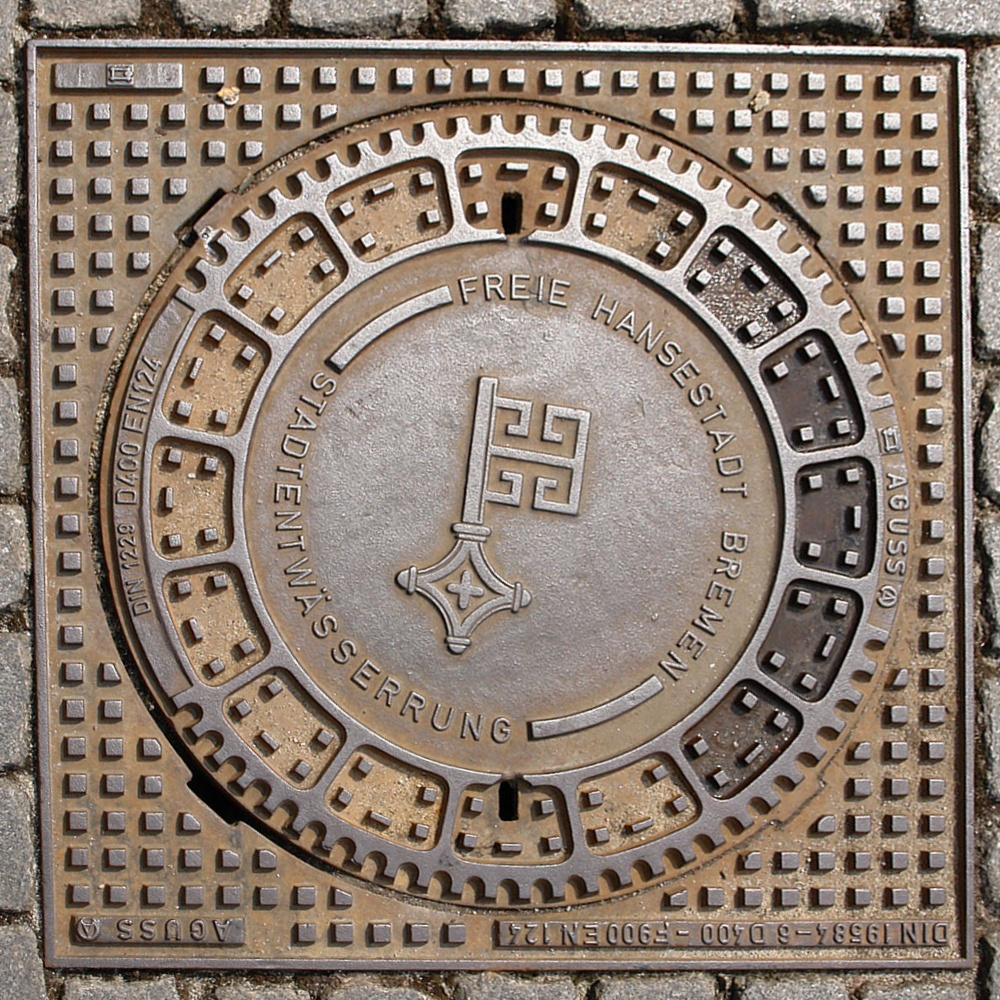
درپوش چدنی یک منهول. راحتی ساخت به روش ریخته‌گری، استحکام بالا و مقاومت فوق‌العاده در برابر زنگ زدگی و سایش، استفاده از چدن را برای چنین کاربردهایی بسیار مناسب کرده‌است.

چدن از خانواده  آلیاژهای آهنی هستند که از آهن، کربن (از ۲٫۱۱٪ تا تقریباً ۴٫۵٪) و سیلیسیم (تا ۳٫۵٪) تشکیل می‌شوند. چدن‌ها معمولاً حاوی ۲٫۰ تا ۴٫۰٪ کربن، ۰٫۵ تا ۳٫۰٪ سیلیسیم، کمتر از ۱٫۰٪ منگنز و کمتر از ۰٫۲٪ گوگرد هستند. عنصر سیلیسیم باعث ایجاد چندین اثر متالورژی در این آلیاژ می‌شود. سیلیسیم با ترویج تشکیل یک اکسید سطحی کاملاً چسبنده، مقاومت در برابر اکسیداسیون و خوردگی چدن‌ها را افزایش می‌دهد. به همین دلیل، چدن‌ها به‌طور کلی مقاومت در برابر خوردگی بالاتری از اکثر فولادها دارند.
چدن‌ها، به استثنا نوع داکتیل، تا حدودی شکننده هستند و به دلیل داشتن نقطه ذوب پایین، سیالیت بالا، قابلیت ریخته‌گری آسان، قابلیت ماشین کاری بالا، تغییرشکل ناپذیری و مقاومت به سایش بالا، به موادی مهندسی با دامنه وسیعی از کاربردها تبدیل شده‌اند و در تولید انواع لوله‌ها، ماشین آلات، قطعات مورد استفاده در صنعت خودروسازی مانند سرسیلندر، بلوک سیلندر و جعبه دنده به کار می‌روند. چدن‌ها همچنین در برابر تخریب ناشی از اکسایش و زنگ زدگی مقاومت بالایی دارند.

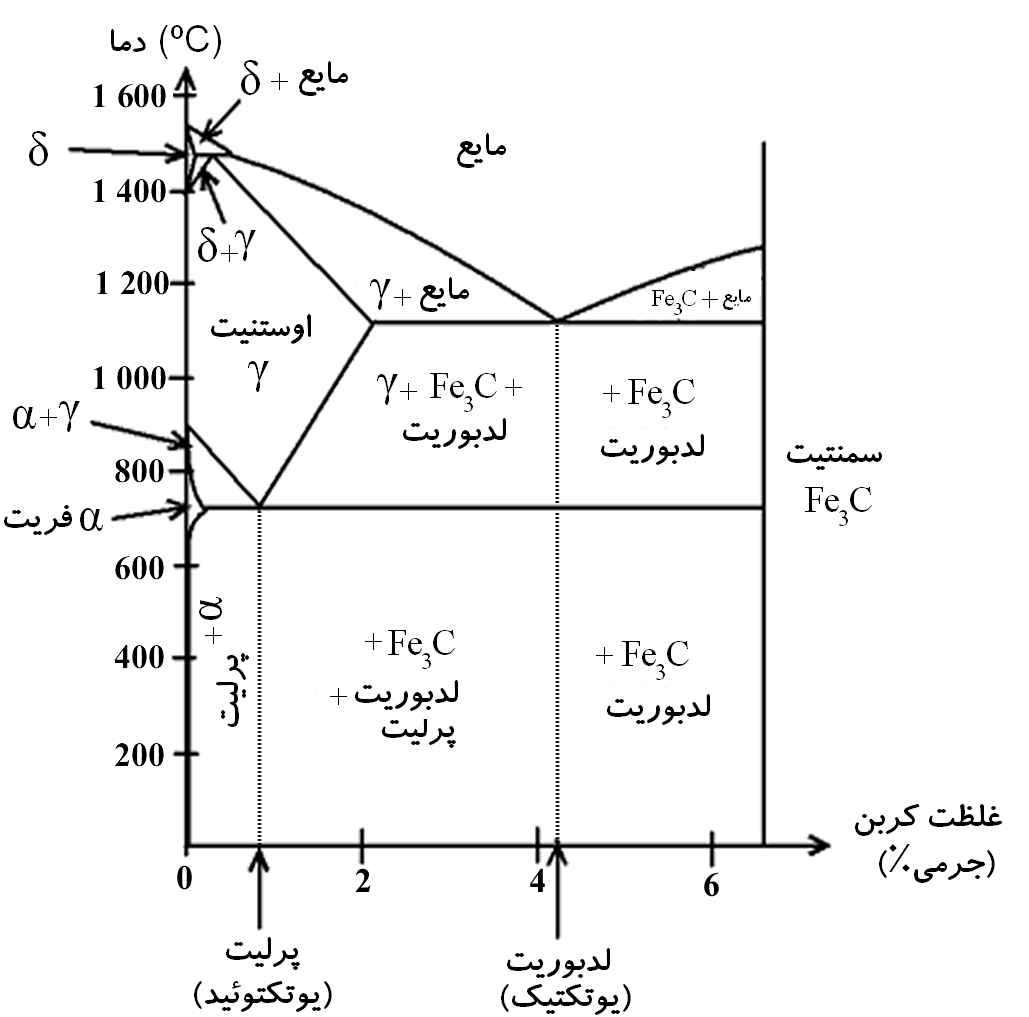
همان‌طور که از نمودار فازی تعادلی آهن-کربن مشخص است، آلیاژهای آهن-کربن با بیش از ۲٫۱۱٪ کربن در طی خنک سازی واکنش یوتکتیک را تجربه می‌کنند. این آلیاژها به چدن معروف هستند.

وجه تمایز چدن‌ها و فولادها، درصد کربن موجود در آنهاست به نحوی که آلیاژ آهن حاوی تا ۲ درصد کربن را فولاد و آلیاژ آهن حاوی ۲ الی ۶٫۶۷ درصد کربن را چدن می‌نامند. کربن موجود در چدن‌ها به صورت گرافیت در زمینه پراکنده‌است و این در حالی است که کربن در فولادها به صورت ترکیب بین فلزی سمنتیت (Fe3C) ظاهر می‌شود و به این دلیل خواص مکانیکی و فیزیکی و شیمیائی فولادها با چدن‌ها متفاوت است.
از آنجایی که سیلیسیم تا حدی جایگزین کربن می‌شود (هر دو دارای چهار الکترون ظرفیتی در بیرونی‌ترین پوسته خود هستند)، نمودار فازی سه‌گانه آهن-کربن-سیلیسیمی را می‌توان به یک نمودار دوگانه بسیار ساده‌تر کاهش داد، در صورتی که مقیاس وزن-درصد-کربن با کربن معادل جایگزین شود. چندین رابطه برای محاسبه کربن معادل وجود دارد که ساده‌ترین آنها درصد وزنی کربن به اضافه یک سوم درصد وزنی سیلیسیم است:
کربن معادل (CE)= درصد وزنی کربن+یک سوم درصد وزنی سیلیسیم
با استفاده از کربن معادل، از نمودار آهن-کربن دو-جزئی می‌توان برای تعیین نقاط ذوب و محاسبه ریزساختارهای آلیاژهای سه جزئی آهن-کربن-سیلیسیم استفاده کرد. سیلیسیم همچنین باعث افزایش شکل‌گیری گرافیت به عنوان فاز پر-کربن به جای شکل‌گیری ترکیب بین فلزی سمنتیت (Fe3C) می‌شود. در نتیجه واکنش یوتکتیک دو احتمال متمایز خواهد داشت:
{\displaystyle {\ce {Liquid-> Austenite + Fe3C}}}
{\displaystyle {\ce {Liquid-> Austenite + Graphite}}}
در نتیجه ریزساختار نهایی چدن، یا حاوی ترکیب بین فلزی غنی از کربن Fe3C خواهد بود، یا حاوی کربن خالص در شکل گرافیت خواهد بود. رخ دادن هر کدام از این حالت‌ها بستگی به ترکیب شیمیایی فلز و چندین متغیر فرایند دیگر دارد. از بین این دو، گرافیت فاز پایدارتری است و ساختار تعادلی واقعی است. تشکیل آن با خنک کاری آهسته، درصد کربن و سیلیسیم بالا، جداره‌ها و مقاطع ضخیم و سنگین، روش‌های تلقیح، و وجود گوگرد، فسفر، آلومینیم، منیزیم، آنتیموان، قلع، مس، نیکل، و کبالت تقویت می‌شود. از طرف دیگر تشکیل سمنتیت (Fe3C) با خنک کاری سریع، درصد کربن و سیلیسیم پایین، مقاطع نازک، و افزودن عناصر آلیاژی تیتانیم، وانادیم، زیرکونیم، کروم، منگنز و مولیبدن تقویت می‌شود.

## تاریخچه
زمان آغاز عصر آهن هنوز هم محل بحث است. استفاده از آهن در مقایسه با مس دیرتر شروع شده‌است، چرا که آهن نسبت به مس به صورت بومی کمتر در دسترس بوده‌است. برخی از یافته‌های باستان‌شناسی آغاز عصر آهن را ۶۰۰۰ سال قبل از میلاد مسیح در بین‌النهرین می‌دانند، درحالی‌که تحقیقات انجام شده در آناتولی با اطمینان آن را ۳۰۰۰ سال قبل از از میلاد مسیح نشان می‌دهد. برخی از نمونه‌های آهن کشف شده در آناتولی نشان می‌دهد که آهن یک محصول جانبی است که در طی ذوب آهن حاوی سنگ معدن مس به دست می‌آید. با این حال، آغاز متالورژی آهن در مقیاس صنعتی ممکن نبود مگر تا زمانی که راز ذوب مگنتیت یا هماتیت کشف شد و به دنبال آن هنر سخت کردن فلز از طریق کوئنچ کردن (تقریباً ۱۲۰۰ تا ۱۰۰۰ سال قبل از میلاد مسیح) در کوه‌های ارمنستان کشف گردید.
آغاز پیشرفت کوره‌های بلند در اروپا به ساخت کوره آهن خالص با سوخت زغال چوب که توسط مسلمانان اسپانیا در قرن هشتم پس از میلاد ساخته شد، برمی‌گردد. این کوره با مدل‌های بهبود یافته در سوئیس، آلمان و سوئد دنبال شد. مدل سوئدی از دم دستی چرمی استفاده می‌کرد. در سال ۱۳۲۵ دمی ساخته شد که توسط آب رانده می‌شد که نشان دهنده آغاز فعالیت مدرن ریخته‌گری آهن بود.
یکی از موفقیت‌های مهم در زمینه تولید چدن، معرفی لوله‌های آب چدنی در قرن ۱۵ بود. در اوایل قرن هفدهم، چدن به آمریکا رسید. شرکت ویرجینیا لندن کارخانه آهن سازی Falling Creek را در سال ۱۶۱۹ تأسیس کرد، که اولین کارخانه تولید آهن در آمریکای شمالی بود، که البته سه سال بعد به دلیل حمله بومیان آمریکا از بین رفت.
پیشرفت مهمی در سال ۱۷۰۹ رخ داد. در این زمان آبراهام داربی در شهر کولبروکدیل انگلستان، استفاده از کک را به عنوان سوخت کوره برای تولید آهن آغاز کرد. در سال ۱۷۱۵، یوهان ماریتس، استاد ریخته‌گری در بورگدورف، سوئیس، روش ریخته‌گری لوله توپ و سپس ماشینکاری سوراخ آن را توسعه داد. این فناوری را فرانسوی‌ها بیشتر توسعه دادند. یکی دیگر از کمک‌های مهم فرانسوی‌ها به چدن در این دوره، توسعه چدن مغز سفید چکش‌خوار توسط De Reaumur بود. این اکتشاف این تصور را که چدن ذاتاً ماده‌ای شکننده است را از بین برد و راه را برای اکتشافات بسیاری در زمینه متالورژی چدن باز کرد.

### دوره امروزی
قبل از اختراع میکروسکوپ، تنها دو نوع چدن شناخته شده بود که بر اساس شکل ظاهری مقطع شکست خورده آنها طبقه‌بندی می‌شد: چدن سفید و چدن خاکستری. استحکام آنها به ۸۰ تا ۱۰۰ مگاپاسکال محدود می‌شد. در سال ۱۸۶۳، هنری کلیفتون سوربی از یک میکروسکوپ برای مطالعه نمونه‌های صیقلی استفاده کرد، که ریخته‌گرها را قادر ساخت تا سطوح فلزی را به صورت میکروسکوپی بررسی کنند و اجزای تشکیل دهنده آلیاژها را درک کنند.
حرکت چدن به سمت خواص مکانیکی بالاتر در اواخر دهه ۱۹۲۰ و اوایل دهه ۱۹۳۰ به نقطه عطفی رسید، زمانی که کارخانه ریخته‌گری راس میهان در چاتانوگا، تنسی، مزایای تلقیح آهن با افزودن کنترل شده سیلیسید کلسیم را کشف کرد. حق ثبت اختراع اولیه در این فرایند برای آگوستوس میهان در سال ۱۹۳۱ صادر شد. این فرایند امکان تولید چدن خاکستری با استحکام کششی تا ۵۰۰ مگاپاسکال را فراهم کرد. پیشرفت قابل توجهی نیز در آلمان حاصل شد، جایی که در آغاز در سال ۱۹۳۰، پیووارسکی مطالعات سیستماتیکی را در مورد استفاده از سدیم، کلسیم، لیتیوم، منیزیم، سریم، استرانسیوم و باریم برای تلقیح چدن خاکستری انجام داد. آدی در سال ۱۹۳۸ حق اختراعی را برای فرایند تولید چدن با استحکام بالاتر به دست آورد، که مشخصه آن چدن یوتکتیک یا هایپریوتکتیک عاری از سرباره با حداقل ۱٪ سیلیسیم است که در آن، پس از انجماد سریع، گرافیت به صورت کلی یا جزئی به شکل کروی در ماتریس فلزی قرار دارد.
فرمول بندی همبستگی ریاضی بین نسبت حجم یا سطح ریخته‌گری به زمان انجماد توسط نیکلاس چوورینوف (Nicolas Chvorinov) در سال ۱۹۴۰ تأثیر عمده‌ای بر تولید چدن داشت. سپس، چالمرز (Chalmers) با فرمول بندی معیار زیرسردسازی اساسی، علم انجماد را از یک رشته صرفاً فیزیکی به یک علم مهندسی تبدیل کرد که راه را برای درک تأثیرات سرعت خنک‌سازی بر ریزساختار آلیاژهای ریختگی باز کرد.
عصر چدن مجازی (مدل‌سازی محاسباتی ریزساختار، خواص و سلامت چدن) توسط W. Oldfield آغاز شد که یک مدل کامپیوتری ایجاد کرد که می‌توانست منحنی‌های خنک‌کاری چدن خاکستری را محاسبه کند. در سال ۱۹۸۵، مدل‌سازی انجماد چدن به یک حوزه تحقیقاتی گسترده تبدیل شد. امروزه، شرکت‌های نرم‌افزاری بسته‌های کاملی را ارائه می‌دهند که شامل شبیه‌سازی یکپارچه کل فرایند (پر کردن قالب، انجماد، و خنک‌سازی) با استفاده از رویکرد میکرومدلینگ برای بررسی ساختارهای نهایی و خواص ریخته‌گری چدن است. برخی از مدل‌ها مورفولوژی گرافیت، تشکیل کاربید و مقیاس طول ریزساختار را پیش‌بینی می‌کنند.

## طبقه‌بندی چدن‌ها

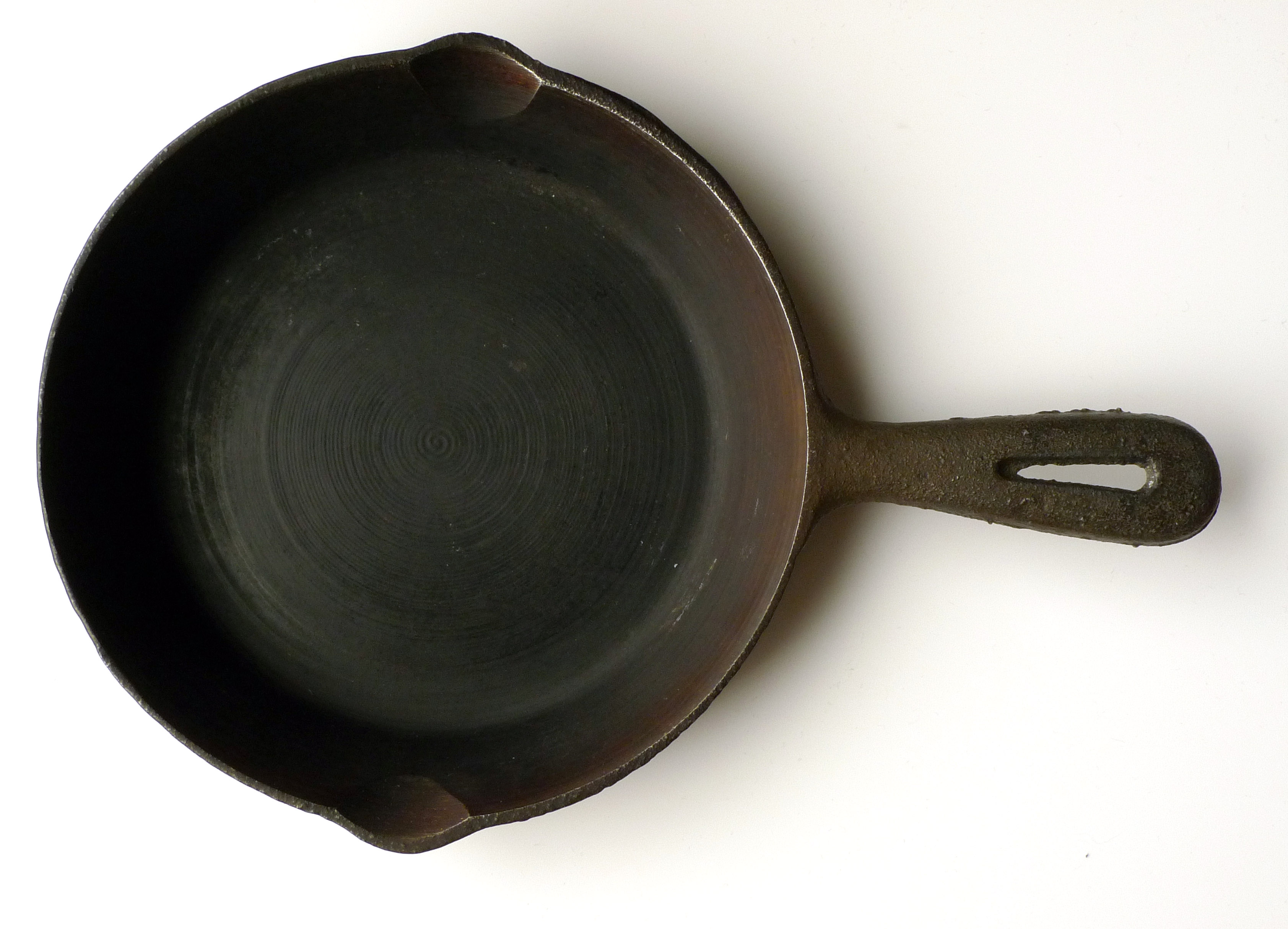
یک ماهیتابه کوچک چدنی

واژه چدن، مانند واژه فولاد، به خانواده بزرگی از آلیاژهای آهنی اشاره می‌کند. چدن‌ها آلیاژهای آهنی چند جزئی هستند. آنها حاوی عناصر اصلی (آهن، کربن، سیلیسیم)، عناصر جزئی (کمتر از ۰٫۱٪) و اغلب عناصر آلیاژی (بیشتر از ۰٫۱٪) هستند. چدن دارای درصد کربن و سیلیسیم بالاتری نسبت به فولاد است. به همین دلیل، چدن به صورت یک یوتکتیک جامد می‌شود (دمای انجماد یا ذوب آن کمتر از دمای انجماد یا ذوب هر کدام از عناصر تشکیل دهنده به صورت مجزا است). ساختار چدن، برخلاف ساختار فولاد، فاز غنی از کربن را نشان می‌دهد. بسته به ترکیب، سرعت سرد شدن و عملیات بر روی مذاب، فاز غنی از کربن ممکن است گرافیت (Gr) یا کاربید آهن (سمنتیت، Fe3C) باشد. چدن ممکن است بر اساس سیستم آهن کاربید آهن (Fe Fe3C) که از لحاظ ترمودینامیکی کم ثبات است یا سیستم گرافیت آهن (Fe Gr) که از لحاظ ترمودینامیکی پایدار است منجمد شود. با اشاره دقیق به سیستم دوتایی Fe3C یا Fe Gr، چدن را می‌توان به عنوان یک آلیاژ پایه آهن کربن با بیش از ۲٪ کربن تعریف کرد. با این حال، از آنجا که سیلیسیم و سایر عناصر آلیاژی به‌طور قابل توجهی میزان حداکثر حلالیت کربن را در آستنیت (γ) و در یوتکتیک تغییر می‌دهند، یک تعریف کلی‌تر از چدن این است که یک آلیاژ پایه آهن کربن است که با یوتکتیک جامد می‌شود. آلیاژهای با کمتر از ۲٪ کربن می‌توانند ساختار یوتکتیکی داشته باشند و همچنان جزوی از خانواده چدن تلقی شوند.
| ماده                          | استاندارد             | ویژگی‌ها |
| ----------------------------- | --------------------- | --- |
| چدن خاکستری                   | ASTM A48              | ریخته‌گری‌های چدن خاکستری                                                                                           |
| چدن خاکستری                   | ASTM A74              | لوله و اتصالات فاضلاب چدنی                                                                                        |
| چدن خاکستری                   | ASTM A126             | ریخته‌گری چدن خاکستری برای شیرها، فلنج‌ها و اتصالات لوله                                                            |
| چدن خاکستری                   | ASTM A159, SAE J431   | ریخته‌گری‌های چدن خاکستری خودرو                                                                                     |
| چدن خاکستری                   | ASTM A278, ASME SA278 | ریخته‌گری چدن خاکستری برای قطعات حاوی فشار تا دمای ۳۴۵ درجه سلسیوس                                                 |
| چدن خاکستری                   | ASTM A319             | ریخته‌گری چدن خاکستری برای دماهای بالا برای قطعاتی که تحت فشار نیستند                                              |
| چدن خاکستری                   | ASTM A823             | ریخته‌گری قالب دائمی به صورت ایستا                                                                                 |
| چدن خاکستری                   | ASTM A834             | الزامات رایج برای ریخته‌گری چدن برای مصارف صنعتی عمومی                                                             |
| چدن خاکستری و سفید آلیاژ بالا | ASTM A436             | ریخته‌گری‌های چدن خاکستری آستنیتی                                                                                   |
| چدن خاکستری و سفید آلیاژ بالا | ASTM A518             | ریخته‌گری‌های چدن سیلیسیم بالای مقاوم به خوردگی                                                                     |
| چدن خاکستری و سفید آلیاژ بالا | ASTM A532             | ریخته‌گری‌های چدن سفید مقاوم در برابر سایش                                                                          |
| آهن گرافیت فشرده              | ASTM A842             | ریخته‌گری‌های گرافیت فشرده                                                                                          |
| چدن مالیبل (چکش خوار)         | ASTM A47, ASME SA47   | ریخته‌گری‌های چدن چکش‌خوار فریتی                                                                                     |
| چدن مالیبل (چکش خوار)         | ASTM A197             | چدن چکش‌خوار کوپولا                                                                                                |
| چدن مالیبل (چکش خوار)         | ASTM A220             | چدن چکش‌خوار پرلیتی                                                                                                |
| چدن مالیبل (چکش خوار)         | ASTM A338             | فلنج‌ها، اتصالات لوله و قطعات شیر چدن چکش خوار برای خطوط راه‌آهن، دریایی و سایر خدمات سنگین تا دمای ۳۴۵ درجه سلسیوس |
| چدن مالیبل (چکش خوار)         | ASTM A602, SAE J158   | ریخته‌گری‌های چدن چکش‌خوار خودرو                                                                                     |
| چدن نشکن                      | ASTM A395, ASME SA395 | ریخته‌گری‌های قطعات نگهدارنده فشار چدن نشکن فریتی برای استفاده در دماهای بالا                                       |
| چدن نشکن                      | ASTM A439             | ریخته‌گری‌های چدن داکتیل آستنیتی                                                                                    |
| چدن نشکن                      | ASTM A476, ASME SA476 | ریخته‌گری‌های چدن داکتیل برای غلتک‌های خشک‌کن کارخانه کاغذسازی                                                        |
| چدن نشکن                      | ASTM A536, SAE J434   | ریخته‌گری‌های چدن داکتیل                                                                                            |
| چدن نشکن                      | ASTM A571, ASME SA571 | ریخته‌گری‌های چدن داکتیل آستنیتی برای قطعات حاوی تحت فشار مناسب برای کار در دمای پایین                              |
| چدن نشکن                      | ASTM A874             | ریخته‌گری‌های چدن داکتیل فریتی مناسب برای کار در دمای پایین                                                         |
| چدن نشکن                      | ASTM A897             | ریخته‌گری چدن داکتیل آستمپر شده                                                                                    |

چدن‌ها را بر اساس معیارهای مختلفی می‌توان طبقه‌بندی کرد، از جمله: طبقه‌بندی بر اساس رنگ سطح مقطع شکست، شکل گرافیت، ریز ساختار ماتریس، نام‌گذاری تجاری، و خواص مکانیکی.
چدن‌ها معمولاً بر اساس ریخت‌شناسی انجماد آنها از دمای یوتکتیک نامگذاری می‌شوند: اولین طبقه‌بندی انجام شده برای چدن‌ها در گذشته بر اساس رنگ سطح مقطع شکست آنها انجام گرفت. بر این اساس چدن‌ها به دو دسته کلی تقسیم شدند:
- چدن سفید: از آنجا که در این چدن‌ها، شکست در امتداد صفحات کاربید آهن رخ می‌دهد، سطح مقطع شکست کریستالی آنها سفید است.
- چدن خاکستری: در این چدن‌ها، شکست در امتداد صفحات گرافیت رخ می‌دهد، به همین دلیل سطح مقطع شکست کریستالی آنها خاکستری است.

با ابداع متالوگرافی و با افزایش دانش در مورد چدن‌ها، طبقه‌بندی‌های دیگری بر اساس ساختار کریستالی آنها امکان‌پذیر شد:
- بر اساس شکل گرافیت: گرافیت لایه ای (FG)، گرافیت کروی (SG)، گرافیت فشرده یا کرمی شکل (CG)، گرافیت آبدیده (TG)؛ ساختار گرافیت آبدیده یا تمپر گرافیت از طریق یک فرایند حالت-جامد ایجاد می‌شود که به آن مالیبل سازی (malleabilization) گفته می‌شود.
- بر اساس ماتریس: فریتی، پرلیتی، آستنیتی، مارتنزیتی، باینیتی (آستمپر شده)

### چدن خاکستری

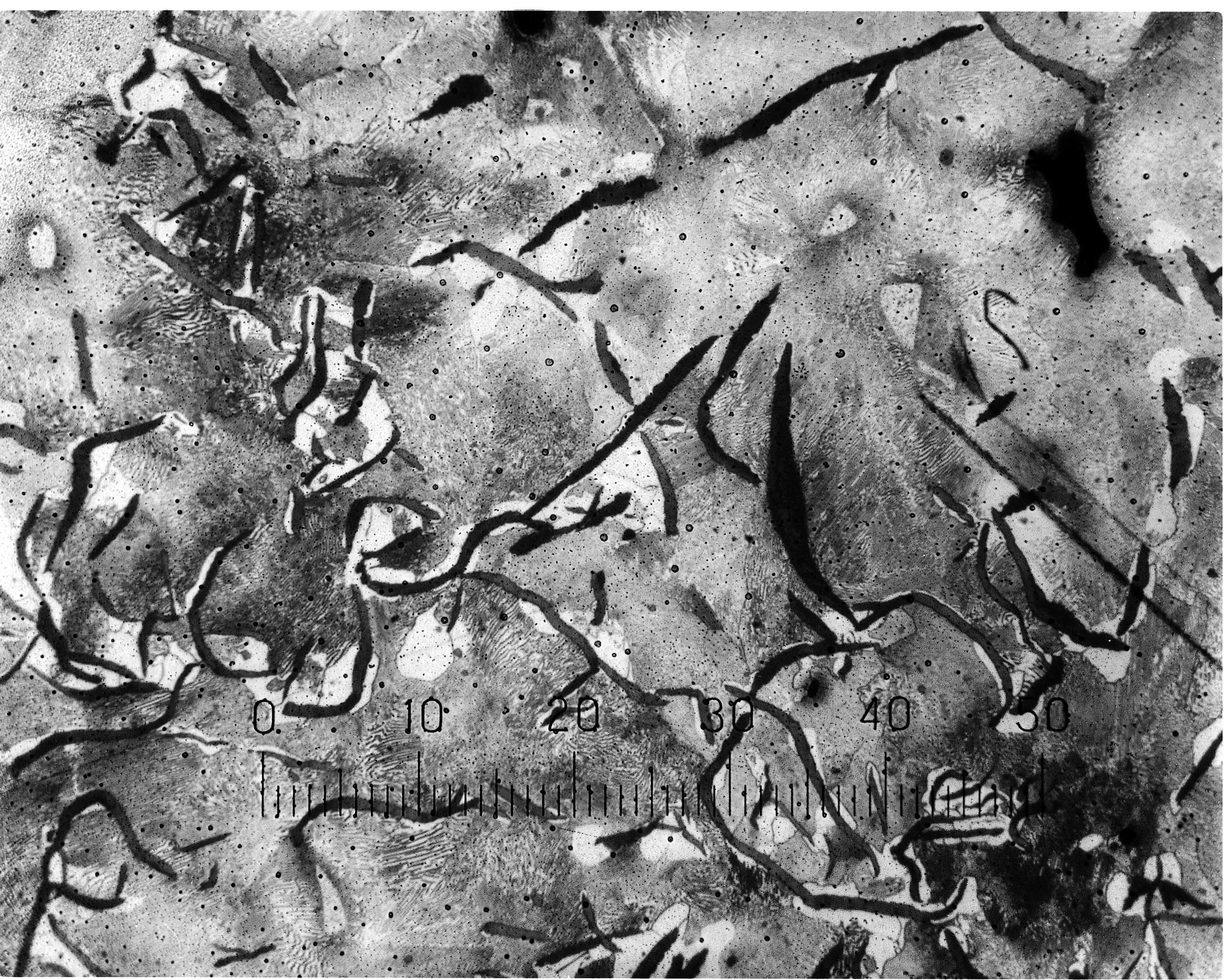
نمای میکروسکوپی ریزساختار یک چدن خاکستری. رشته‌های سیاه رنگ گرافیت لایه ای در سراسر ساختار پراکنده شده‌اند.

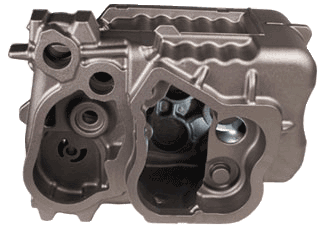
پوسته چدنی یک گیربکس. چدن خاکستری علاوه بر راحتی در ریخته‌گری قابلیت جذب انرژی فوق‌العاده خوبی نیز دارند که باعث کاهش صدا و لرزش می‌شوند.

چدن خاکستری ریزساختار گرافیتی خاصی دارد که باعث می‌شود مقطع شکست آن به رنگ خاکستری باشد. در این نوع چدن‌ها تمامی یا قسمت اعظم کربن به صورت آزاد (گرافیت) رسوب می‌کند. از نظر وزنی رایج‌ترین نوع چدن و پرکاربردترین ماده ریخته‌گری محسوب می‌شود. چدن خاکستری عمدتاً حاوی ۲٫۵ تا ۴ درصد کربن، ۱ تا ۳ درصد سیلیسیم و مابقی آهن است. این نوع چدن استحکام کششی و مقاومت به شوک کمتری نسبت به فولاد دارد اما از نظر استحکام فشاری با فولاد کربنی کم و میان کربن قابل مقایسه است.

### چدن داکتیل

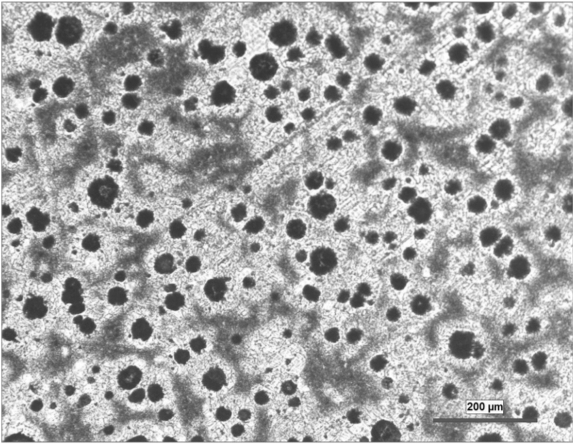
تصویر ریزساختار یک نوع چدن داکتیل در زیر یک میکروسکوپ نوری با بزرگنمایی ۱۰۰ برابر. چدن داکتیل به عنوان چدن گرافیت کروی یا چدن نشکن نیز شناخته می‌شود.

چدن داکتیل یا چدن نشکن که در گذشته چدن نودولار یا گرافیت کروی نیز خوانده می‌شد، چدنی است که در آن گرافیت به شکل کره‌هایی کوچک می‌باشد. در چدن داکتیل، مانند چدن خاکستری، گرافیت یوتکتیک در حین فرایند انجماد از آهن مذاب جدا می‌شود، اما با اضافه کردن مواد افزودنی خاص به مذاب قبل از ریخته‌گری، گرافیت به شکل کره‌هایی رشد می‌کند و شباهتی به گرافیت‌های شکل گرفته در چدن خاکستری ندارد. چدن حاوی گرافیت کره ای بسیار قوی تر از چدن خاکستری یا چدن مالیبل است و قابلیت کشیده شدن و تغییر طول بیشتری قبل از شکست ناگهانی نسبت به آنها دارد. می‌توان این ماده را به عنوان یک ماده کامپوزیت طبیعی در نظر گرفت، که در آن گرافیت کروی خواص منحصر به فردی به چدن داکتیل داده‌است.
استحکام و چقرمگی نسبتاً زیاد چدن داکتیل در بسیاری از کاربردهای ساختاری، نسبت به چدن خاکستری یا چدن مالیبل، به آن برتری می‌بخشد. همچنین از آنجایی که چدن داکتیل برای تولید کلوخه‌های گرافیت (graphite nodules) نیازی به عملیات حرارتی ندارد (درحالی‌که چدن مالیبل برای تولید کلوخه‌های تمپر-کربن به عملیات حرارتی نیاز دارد)، می‌تواند با چدن مالیبل رقابت کند. هر چند برای تولید این کلوخه‌ها به یک عملیات تلقیح نیاز است. بازده قالب (Mold yield) (یعنی نسبت وزن قطعه ریختگی به وزن قالب) در چدن داکتیل نسبت به چدن مالیبل معمولاً بالاتر است. چدن داکتیل را می‌توان با استانداردهای اشعه ایکس تولید کرد زیرا تخلخل در مرکز حرارتی باقی می‌ماند، اما چدن مالیبل نمی‌تواند تخلخل را تحمل کند زیرا حفره‌ها به سطح نقاط گرم مانند فیلت‌ها مهاجرت می‌کنند و به صورت ترک ظاهر می‌شوند.
شکل‌گیری گرافیت در حین انجماد با یک افزایش حجم همراه است که می‌تواند کاهش حجم ناشی از تغییر فاز مایع-به-جامد را خنثی کند. قطعات ریخته‌گری چدن داکتیل معمولاً در هنگام ریخته‌گری به رایزرهای بسیار کمی نیاز دارند. (رایزرها مخازنی از ماده مذاب در داخل قالب هستند که در هنگام انقباض قطعه در اثر انجماد، آن را تغذیه می‌کنند تا عیوب ناشی از انقباض ایجاد نگردد). چدن‌های خاکستری معمولاً نیازی به رایزر ندارند. در عوض، فولادها و چدن مالیبل در هنگام ریخته‌گری به رایزربندی فراوان و سنگینی نیاز دارند.
از مزایای چدن داکتیل می‌توان به راحتی ریخته‌گری و ماشینکاری و نسبت استحکام به وزن فوق‌العاده بالای آن اشاره کرد. همچنین هزینه ریخته‌گری چدن داکتیل از فولاد بسیار کمتر است.

### چدن سفید (White cast iron)
سطح مقطع شکست چدن سفید به دلیل وجود فاز سمنتیت، سفید رنگ است. به دلیل درصد کربن کمتر و خنک کاری سریع تر، کربن در چدن‌های سفید به جای گرافیت، به شکل سمنتیت (Fe3C) که یک فاز شبه-پایدار است، رسوب می‌کند. سمنتیت رسوب کرده از مذاب به شکل ذرات بزرگی در فاز یوتکتیک تشکیل می‌شود. فاز دیگر این نوع چدن آستنیت است که طی فرایند انجماد به مارتنزیت تبدیل می‌شود. این کاربیدهای یوتکتیک درشت تر از آن هستند که سخت گردانی رسوبی ایجاد کنند (مانند برخی فولادها که رسوب سمنتیت، با ممانعت از حرکت نابجایی‌ها در فاز زمینه فریت، از تغییر شکل پلاستیک جلوگیری می‌کند). اما تا حدودی به دلیل سختی خود ذرات سمنتیت که بخشی از حجم ماده را اشغال می‌کنند، سختی کل افزایش می‌یابد به‌طوری‌که سختی چدن سفید بر اساس قانون مخلوط‌ها برآورد می‌شود. در هر صورت سمنتیت‌ها سختی را افزایش و چقرمگی را کاهش می‌دهند. از آنجا که کاربید بخش بزرگی از ماده را می‌گیرد، چدن سفید را می‌توان نوعی سرمت به حساب آورد. چدن سفید برای بسیاری مصارف بیش از حد ترد است ولی به لطف سختی خوب، مقاومت به سایش بالا و قیمت پایین در ساخت قطعاتی چون سطوح در معرض سایش (مانند پروانه توربین) مورد استفاده قرار می‌گیرد. از دیگر موارد استفاده چدن سفید در صنعت می‌توان به موارد زیر اشاره کرد:
- ساخت قطعات ماشین: که نیاز به مقاومت در سایش دارند مانند وال‌های چرخشی، قطعات پره‌ها و پیستون‌ها هم چنین در قطعات موتور، کلاچ، دیسک ترمز و ابزارهای فشار قوی مانند لوله‌های هیدرولیکی
- ساختمان و سازه‌ها: مانند ساختمان پل‌ها، تجهیزات نفتی، ماشین آلات سنگین و ابزارهای ساختمانی
- صنعت معادن: مانند ماشین آلات حفاری، نوار نقاله و سیستم‌های پمپاژ
- صنعت نیروگاهی: مانند ماتریس‌های سایشی، روانکارها، دیسک‌ها و سطوح ضد سایش

### چدن مالیبل

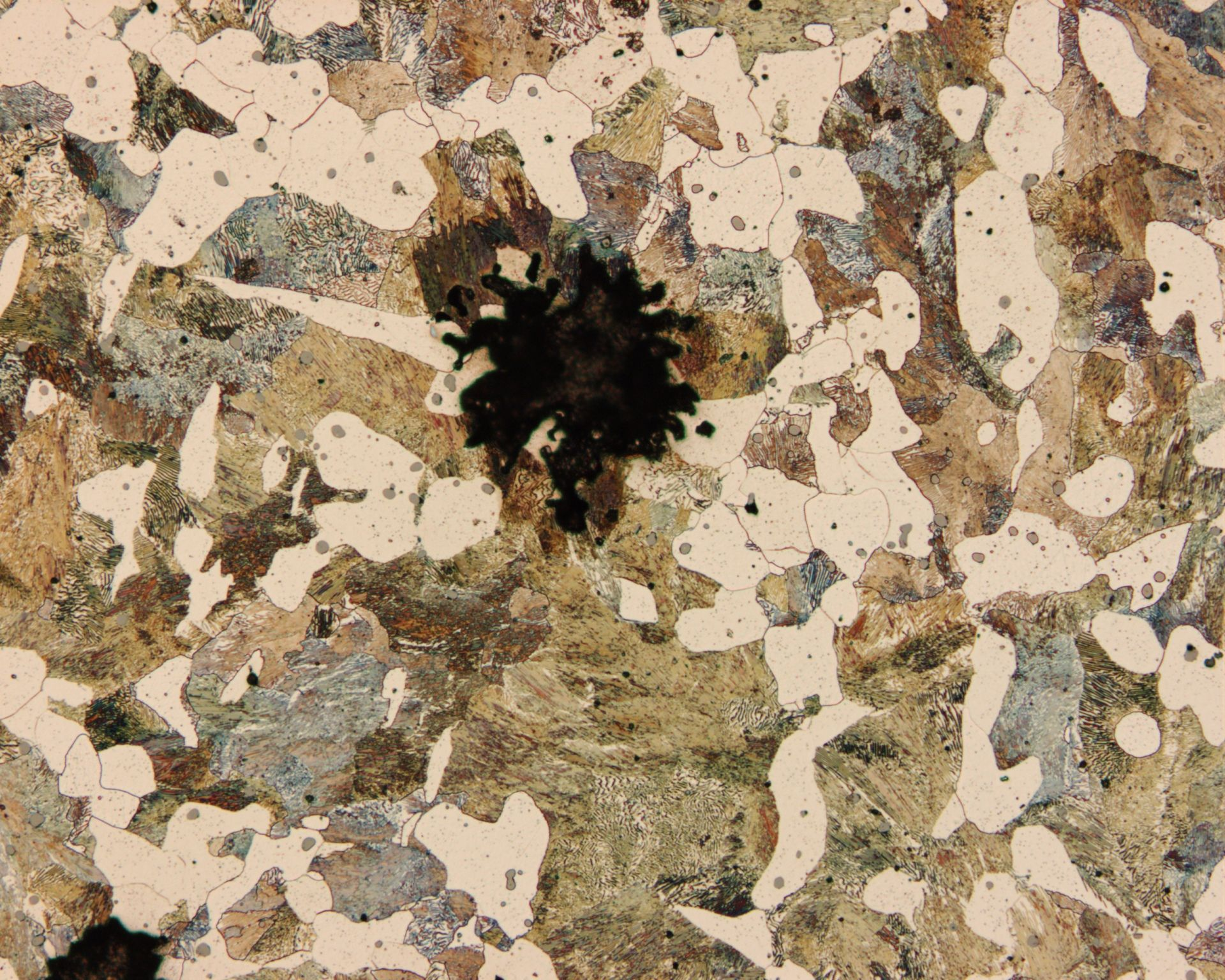
ساختار پلی کریستالی (بلورهای چندگانه) یک نوع چدن مالیبل.

چدن مالیبل یا چدن چکش خوار، ذاتاً از نوع چدن‌های هیپو یوتکتیکی کم آلیاژی یا غیر آلیاژی هستند. جهت ایجاد گرافیت‌های کروی فشرده و حصول خواص مکانیکی مانند استحکام و چکش خواری، عملیات آنیل کردن انجام می‌گیرد. پس از ریخته‌گری، کربن این چدن‌ها به شکل ترکیبی (ترکیب با آهن) بوده و قطعات به صورت چدن سفید درآمده که با فرایند حرارتی به‌خصوصی به چدن مالیبل تبدیل می‌شوند.
کربن این نوع چدن بیشتر به‌صورت کره‌هایی (کلوخه) از گرافیت و با اشکال نامنظم می‌باشد. چدن چکش‌خوار ابتدا به صورت چدن سفید و با ترکیب شیمیایی مناسب ریخته می‌شود. سپس به هنگام آنیل از سمنتیت چدن سفید، گرافیت جوانه زده و به صورت کروی رشد می‌کند. با تغییر دادن عملیات آنیل، می‌توان چدن چکش خوار با خواص مکانیکی مختلف به دست آورد، از آنجا که ابتدا برای تولید چدن سفید انجماد سریعی لازم است لذا ضخامت قطعات چدن چکش خوار محدود است.

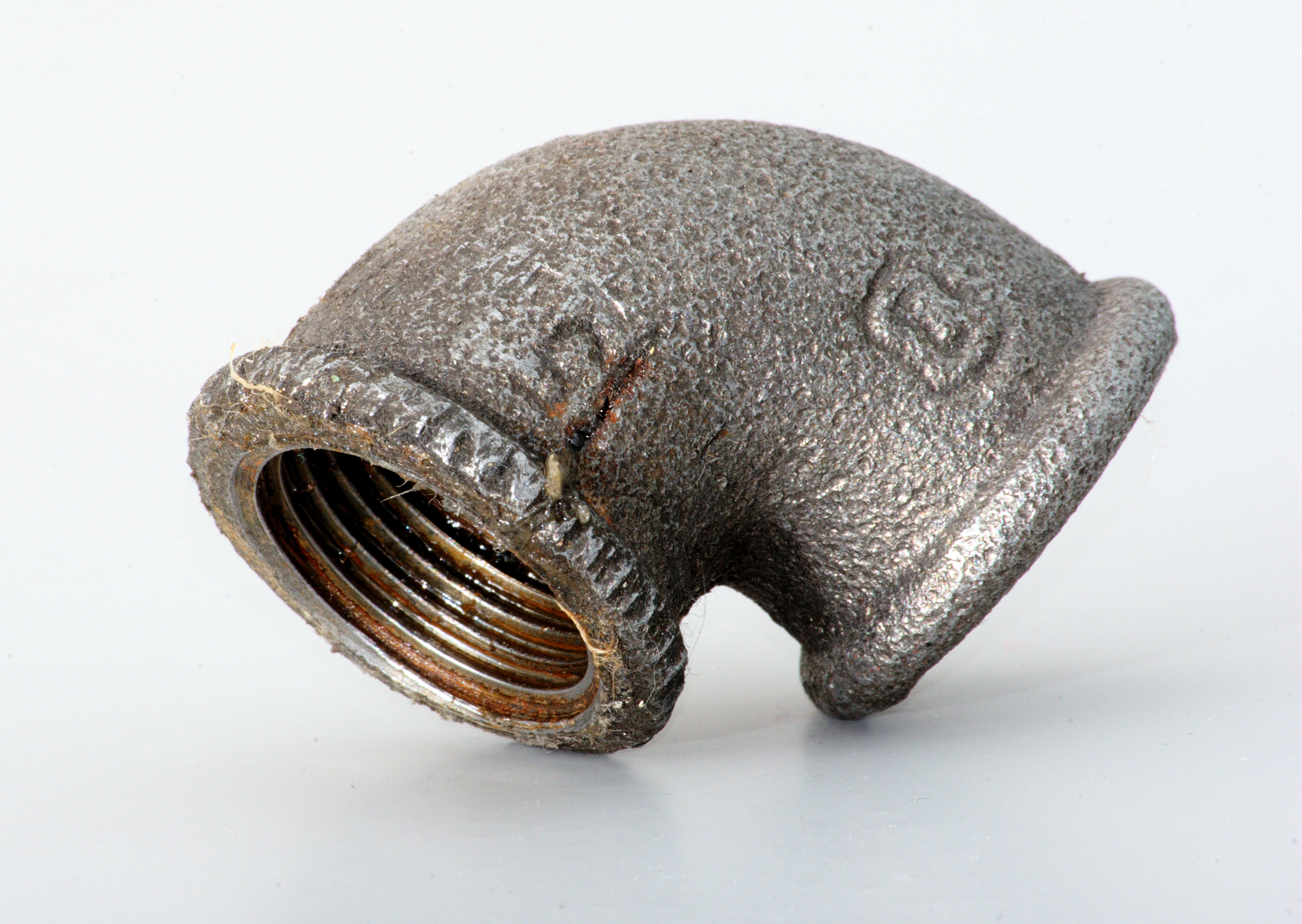
یک زانوی لوله‌کشی ساخته شده از چدن مالیبل.

پس از اتمام مرحله اول آنیل، ساختار دارای کربن برفکی در زمینه آستنیت اشباع شده از کربن بوده و در مرحله دوم می‌توان با تنظیم سرعت سرد کردن ساختار را از فریت تا پرلیت تغییر داد. شکل گرافیت در چدن مالیبل (چکش خوار) کروی نبوده و به شکل برفکی می‌باشد.

## متالوژی چدن‌ها
هدف متالورژیست طراحی فرایندی برای تولید چدن با ساختاری است که خواص مکانیکی مورد انتظار را به همراه داشته باشد. مهم‌ترین عواملی که بر روی ساختار چدن‌ها تأثیر می‌گذارد موارد زیر است:
- ترکیب شیمیایی
- نرخ خنک سازی
- عملیات بر روی مذاب
- عملیات حرارتی

| نوع چدن          | درصد عنصر | درصد عنصر | درصد عنصر | درصد عنصر | درصد عنصر |
| ---------------- | --------- | --------- | --------- | --------- | --------- |
| نوع چدن          | کربن      | سیلیسیم   | منگنز     | فسفر      | گوگرد     |
| چدن خاکستری      | ۲٫۵–۴٫۰   | ۱٫۰–۳٫۰   | ۰٫۲–۱٫۰   | ۰٫۰۰۲–۱٫۰ | ۰٫۰۲–۰٫۲۵ |
| چدن گرافیت فشرده | ۲٫۵–۴٫۰   | ۱٫۰–۳٫۰   | ۰٫۲–۱٫۰   | ۰٫۰۱–۰٫۱  | ۰٫۰۱–۰٫۰۳ |
| چدن داکتیل       | ۳٫۰–۴٫۰   | ۱٫۸–۲٫۸   | ۰٫۱–۱٫۰   | ۰٫۰۱–۰٫۱  | ۰٫۰۱–۰٫۰۳ |
| چدن سفید         | ۱٫۸–۳٫۶   | ۰٫۵–۱٫۹   | ۰٫۲۵–۰٫۸  | ۰٫۰۶–۰٫۲  | ۰٫۰۶–۰٫۲  |
| چدن مالیبل       | ۲٫۲–۲٫۹   | ۰٫۹–۱٫۹   | ۰٫۱۵–۱٫۲  | ۰٫۰۲–۰٫۲  | ۰٫۰۲–۰٫۲  |

## عملیات حرارتی چدن‌ها
چدن‌ها، مانند فولادها، آلیاژهای آهن-کربن هستند، با این تفاوت که درصد کربن در چدن‌ها بالاتر از فولادها است و این امر در چدن این مزیت را به سیستم آهن-کربن دوگانه می‌دهد که از انجماد یوتکتیک بهره ببرد. چدن‌های تجاری به دلیل درصد سیلیسیم نسبتاً بالایی که دارند، معمولاً حداقل آلیاژهای سه‌گانه آهن-کربن-سیلیسیم در نظر گرفته می‌شوند. در نتیجه دماهای بحرانی چدن‌ها با فولادهای کربنی متفاوت است. در عملیات حرارتی، سیلیسیم در هنگام گرمایش باعث افزایش دمای بحرانی تبدیل سمنتیت به آستنیت می‌شود. در طول فرایند انجماد نیز، سیلیسیم باعث افزایش دمای یوتکتیک انجماد گرافیت آستنیت می‌شود، در حالی که باعث کاهش دمای یوتکتیک سمنتیت آستنیت می‌شود. در نتیجه، سیلیسیم در ترویج گرافیتی شدن چدن در طول فرایند انجماد بسیار مهم است. مورفولوژی گرافیت ایجاد شده در طول انجماد چدن‌ها را نمی‌توان با حرارت دادن حالت-جامد تغییر داد، اما سمنتیت (Fe3C) کم ثبات را می‌توان با عملیات حرارتی تغییر داد، دقیقاً مانند کاری که در فولادها انجام می‌شود.
کنترل میزان گرافیتی شدن و شکل گرافیت در حین انجماد، جوهره حرفه ریخته‌گری چدن است. بسته به فرآوری مذاب چدن و سرعت سرد شدن در طی انجماد، کربن موجود در مذاب به صورت گرافیت پایدار یا سمنتیت کم ثبات (Fe3C) با مقدار کمی کربن محلول در فریت جامد می‌شود. سمنتیت کم ثبات را می‌توان با عملیات حرارتی تغییر داد، اما شکل گرافیت را زمانی که شکل گرفت دیگر نمی‌توان توسط عملیات حرارتی تغییر داد.
کربن بالا و سیلیسیم عناصر آلیاژی اصلی هستند که پتانسیل گرافیتی شدن چدن و همچنین قابلیت ریخته‌گری آن را افزایش می‌دهند. عوامل دیگر عبارتند از پتانسیل هسته‌زایی مذاب، سرعت سرد شدن در حین انجماد و کنترل عناصر جزئی مانند فسفر، منگنز و گوگرد برای انجماد مناسب. افزودن فسفر سیالیت را بهبود می‌بخشد اما انقباض را در چدن افزایش می‌دهد، زیرا فسفر یک یوتکتیک را تشکیل می‌دهد که در طول فرایند انجماد منقبض می‌شود. گوگرد بر هسته‌زایی گرافیت تأثیر می‌گذارد و باید با افزودن منگنز متعادل شود. اگر منگنز در آهن مذاب وجود نداشته باشد، سولفید آهن (FeS) نامطلوب در مرزهای دانه تشکیل می‌شود. اگر درصد گوگرد توسط منگنز متعادل شود، سولفید منگنز (MnS) تشکیل می‌شود که آسیب نسبتاً کمتری دارد زیرا به‌طور تصادفی در دانه‌ها توزیع می‌شود.
در طول انجماد، سیلیسیم در آهن، هم در فریت و هم در آستنیت، در محلول جامد باقی می‌ماند و بر ترکیب فاز کاربید تأثیری نمی‌گذارد؛ بنابراین، نام‌های فریت (α)، آستنیت (γ)، و Fe3C را می‌توان در سیستم سه‌گانه برای شناسایی همان فازهایی که در سیستم دوتایی Fe Fe3C رخ می‌دهند، استفاده کرد. با این حال، سیلیسیم محدوده دمای تبدیل را افزایش می‌دهد، حلالیت کربن در آستنیت را کاهش می‌دهد و تمایل به جداسازی کاربید آهن دارد. در نتیجه، درصد کربنِ پرلیت در آهن می‌تواند به‌طور قابل توجهی کمتر از فولادهای کربن ساده و کم آلیاژ باشد. بسته به درصد سیلیسیم و سرعت خنک‌سازی، درصد کربن پرلیت متفاوت است و می‌تواند تا ۰٫۵۰ درصد وزنی کربن با ۲٫۵ درصد سیلیسیم باشد.
هنگامی که قطعات ریخته‌گری در کوره‌های الکتریکی یا تابشی با جوی خنثی، مانند نیتروژن، عملیات حرارتی می‌شوند، بیشتر قطعات چدنی می‌توانند جو محافظ خود را ایجاد کنند. با این حال، در کوره‌های سوخت مستقیم، ممکن است به آسانی کربن‌زدایی و اکسیداسیون رخ دهد. قطعات ریخته‌گری چدنی که به شدت اکسید شده‌اند ممکن است یک مشکل جدی ایجاد کنند، زیرا رسوبی که روی چدن ایجاد می‌شود می‌تواند بسیار مقاوم بوده و برای ابزارهای برش ساینده باشد. تمیز کردن لایه‌های اکسید شده در قطعات ریخته‌گری می‌تواند دشوار یا غیرعملی باشد.

#### کنترل دما
کنترل دقیق و مؤثر دما در عملیات حرارتی قطعات چدنی اهمیت فراوانی دارد. اشکال پیچیده قطعات ریخته‌گری چدنی می‌تواند مشکلاتی را در عملیات حرارتی ایجاد کند. بخش‌های سنگین یا داخلی ممکن است به سرعت بخش‌های خارجی یا نازک‌تر به دما نرسند، بنابراین نیاز به تنظیم نرخ گرمایش و زمان نگهداری در دما دارند. سرد کردن اشکال پیچیده همچنین می‌تواند منجر به ایجاد تنش‌های پسماند قابل توجه یا حتی شکستگی در قطعات ریخته‌گری چدنی شود.

### بازپخت
بازپخت یا انیلینگ فرآیندی است که چدن را از طریق سرد کردن آهسته ماتریس آستنیتی در طول دمای بحرانی آن، با هدف ایجاد ساختار تعادلی فریت و گرافیت، نرم می‌کند. بازپخت چدن شامل یک جنبه است که در فولاد وجود ندارد: درصد کربن ماتریس (کربن ترکیب‌شده) را می‌توان با خنک کردن آهسته به صفر رساند تا فقط فریت و گرافیت در ریزساختار باقی بمانند. وجود مقادیر قابل توجهی سیلیسیم در چدن باعث رسوب کربن بر روی گرافیت موجود می‌شود.
به استثنای احتمالاً تنش‌زدایی، بازپخت بیشترین عملیات حرارتی است که اغلب بر روی چدن خاکستری انجام می‌شود. همچنین برای برخی از گریدهای چدن نشکن که به خواص شکل‌پذیری و ضربه‌ای خوبی نیاز دارند، بازپخت اجباری است. بازپخت در اشکال مختلف آن وسیله‌ای کنترل شده برای دستیابی به حداکثر نرمی و قابلیت ماشین‌کاری است. بازپخت همچنین می‌تواند تنش‌های پسماند را در قطعات ریخته‌گری کاهش دهد، در صورتی که خنک‌سازی آهسته تا دمای کافی ادامه یابد. هدف عملیات بازپخت نرم کردن قطعه از طریق شکست و تجزیه پرلیت است. دمای بحرانی چدن (دمای تبدیل α به γ) معمولاً بین ۷۵۰ تا ۸۵۰ درجه سلسیوس در آهن بدون آلیاژ است. تجزیه پرلیت می‌تواند در زیر این دماها اتفاق بیفتد و سرعت تجزیه در دماهای بالای ۶۰۰ درجه سلسیوس قابل ملاحظه می‌شود.
| نوع بازپخت                          | هدف | دما (درجه سلسیوس) | زمان                                                            | نرخ خنک‌کاری (خنک‌کاری آهسته از ۵۴۰ تا ۳۱۵ درجه سلسیوس با هدف به حداقل رساندن تنش‌های پسماند است)                           |
| ----------------------------------- | --- | ----------------- | --------------------------------------------------------------- | --- |
| بازپخت دما-پایین (فریتی سازی)       | تبدیل پرلیت به فریت در چدن‌های بدون آلیاژ برای دستیابی به حداکثر قابلیت ماشینکاری                                                              | ۷۰۰–۷۶۰           | ۴۵ دقیقه به ازای هر ۲٫۵۴ سانتیمتر ضخامت مقطع                    | خنک‌کاری در کوره (۵۵ درجه سلسیوس به ازای هر ساعت) تا دمای ۳۱۵ درجه سلسیوس. خنک‌کاری در هوای ثابت از ۳۱۵ درجه تا دمای محیط. |
| بازپخت کامل دما-متوسط               | برای تبدیل پرلیت به فریت در چدن‌هایی که به بازپخت در دمای پایین پاسخ نمی‌دهند. برای حذف مقادیر جزئی کاربیدهای خوب پراکنده در چدن‌های بدون آلیاژ. | ۸۱۵–۹۰۰           | ۱ ساعت به ازای هر ۲٫۵۴ سانتیمتر ضخامت مقطع                      | خنک‌کاری در کوره تا دمای ۳۱۵ درجه سلسیوس. خنک‌کاری در هوای ثابت از ۳۱۵ درجه تا دمای محیط.                                  |
| بازپخت کامل دما-بالا (گرافیتی سازی) | حذف کاربیدهای عظیم در چدن‌های خالدار یا chilled iron و تبدیل پرلیت به فریت برای دستیابی به حداکثر قابلیت ماشینکاری                             | ۹۰۰–۹۵۰           | ۱ تا ۳ ساعت به اضافه ۱ ساعت به ازای هر ۲٫۵۴ سانتیمتر ضخامت مقطع | خنک‌کاری در کوره تا دمای ۳۱۵ درجه سلسیوس. خنک‌کاری در هوای ثابت از ۳۱۵ درجه تا دمای محیط.                                  |
| بازپخت نرمالسازی                    | حذف کاربیدهای عظیم با حفظ پرلیت برای دستیابی به استحکام و سختی                                                                                | ۸۷۰–۹۵۰           | ۱ تا ۳ ساعت به اضافه ۱ ساعت به ازای هر ۲٫۵۴ سانتیمتر ضخامت مقطع | خنک‌کاری در هوا از دمای بازپخت تا زیر ۴۸۰ درجه سلسیوس. ممکن است پس از آن به تنش‌زدایی نیاز داشته باشد.                     |

| نوع بازپخت                                 | هدف                                                                                           | دما (درجه سلسیوس) | زمان                                       | نرخ خنک‌کاری (خنک‌کاری آهسته از ۵۴۰ تا ۳۱۵ درجه سلسیوس با هدف به حداقل رساندن تنش‌های پسماند است)                                                                                            |
| ------------------------------------------ | --------------------------------------------------------------------------------------------- | ----------------- | ------------------------------------------ | --- |
| بازپخت دما-پایین (فریتی سازی)              | در غیاب کاربیدها برای به دست آوردن گریدهای ۱۲-۴۵-۶۰ و ۱۸-۴۰-۶۰                                | ۷۲۰–۷۳۰           | ۱ ساعت به ازای هر ۲٫۵۴ سانتیمتر ضخامت مقطع | خنک‌کاری در کوره (۵۵ درجه سلسیوس به ازای هر ساعت) تا دمای ۳۱۵ درجه سلسیوس. خنک‌کاری در هوای ثابت از ۳۱۵ درجه تا دمای محیط.                                                                  |
| بازپخت کامل (برای چدن‌های دارای سیلیسیم کم) | در غیاب کاربیدها برای به دست آوردن درجه ۶۰-۴۰-۱۸ با حداکثر مقاومت ضربه ای در دمای پایین       | ۸۷۰–۹۰۰           | فقط تا همدما شدن قطعه با دمای کنترل        | خنک‌کاری در کوره تا دمای ۳۱۵ درجه سلسیوس. خنک‌کاری در هوای ثابت از ۳۱۵ درجه تا دمای محیط.                                                                                                   |
| بازپخت دما-بالا (گرافیتی سازی)             | در حضور کاربیدها برای کسب نمرات ۶۰-۴۵-۱۲، ۶۰-۴۰-۱۸                                            | ۹۰۰–۹۲۵           | حداقل ۲ ساعت                               | خنک‌کاری در کوره با نرخ ۹۵ درجه در ساعت تا دمای ۷۰۰ درجه سلسیوس. نگهداری در دمای ۷۰۰ درجه برای مدت ۲ ساعت. خنک‌کاری در کوره با نرخ ۵۵ درجه در ساعت تا دمای ۳۴۵ درجه سلسیوس. خنک‌کاری در هوا. |
| گرافیتی سازی و فریتی سازی دو مرحله‌ای       | در حضور کاربیدها برای به دست آوردن درجه‌های ۶۰-۴۵-۱۲، ۶۰-۴۰-۱۸ که در آن خنک سازی سریع عملی است | ۸۷۰–۹۰۰           | ۱ ساعت به ازای هر ۲٫۵۴ سانتیمتر ضخامت مقطع | خنک‌کاری سریع تا ۶۷۵–۷۰۰ درجه سلسیوس. گرم‌کاری مجدد تا دمای ۷۳۰ درجه سلسیوس، حفظ در این دما برای ۲ ساعت به ازای هر ۲٫۵۴ سانتیمتر ضخامت مقطع، خنک‌کاری در هوا.                                |
| تنش زدایی نرمالسازی و تمپرینگ              | در حضور کاربیدها برای به دست آوردن گریدهای ۰۳-۷۰-۱۰۰ و ۰۸-۵۵-۸۰                               | ۹۰۰–۹۲۵           | حداقل ۲ ساعت                               | کوئنچینگ در هوا توسط فن، تمپرینگ در ۵۴۰–۶۵۰ درجه سلسیوس. خنک‌کاری در کوره تا دمای ۳۴۵ درجه سلسیوس، ۵۵ درجه سلسیوس در ساعت، خنک‌کاری در هوا.                                                 |

### سختکاری کامل و تمپرینگ
سختکاری قطعات چدنی از طریق حرارت دهی، کوئنچینگ و تمپر کردن، بالاترین سختی ممکن و در نتیجه بالاترین استحکام را فراهم می‌کند. طیف وسیعی از سختی با انتخاب دمای تمپرینگ مناسب برای استفاده پس از سختکاری در دسترس است. سختی بالاتر استحکام و مقاومت به سایش را بهبود می‌بخشد، اما از طرفی با افزایش سختی، توانایی تغییر شکل قطعات بدون شکست کاهش می‌یابد. یک ریزساختار کوئنچ شده و تمپر شده نسبت به یک ریزساختار پرلیتی با همان میزان سختی، قابلیت ماشینکاری بیشتری دارد. چدن‌های با درصد سیلیسیم بالا یا به خوبی به کوئنچ پاسخ نمی‌دهند یا مستعد ترک خوردن هستند.

#### آستنیتی سازی
برای سختکاری مناسب، چدن باید تا بالاتر از محدوده دمای بحرانی خود گرم شود تا ساختار آن آستنیتی شود. قطعاتی که قرار است سختکاری شوند در کوره‌ای در دمای ۲۸ تا ۵۵ درجه سلسیوس بالاتر از دمای بحرانی بالایی به مدت ۲ دقیقه تا ۱ ساعت به ازای هر ۲٫۵۴ سانتیمتر ضخامت مقطع بسته به اندازه و پیچیدگی آنها، آستنیتی می‌شوند. گرمایش باید در محدوده دمای پایین‌تر تدریجی باشد تا تنش‌های حرارتی و احتمال ترک‌خوردگی به حداقل برسد. نرخ‌های گرمایشی که گرادیان‌های دما را به حداقل می‌رسانند، به‌ویژه در آستنیتی کردن قطعات پیچیده و دارای مغزه که در اثر گرمایش سریع در معرض تاب برداشتن یا اعوجاج قرار می‌گیرند، بسیار مهم هستند. بالاتر از ۵۵۰ درجه سلسیوس، حرارت دادن تا دمای آستنیتی‌سازی می‌تواند با سرعت دلخواه انجام شود. به دلیل تأثیر نامطلوب بر خواص، اکسیداسیون و اعوجاج باید مراقب بود تا از گرمایش بیش از حد جلوگیری شود. انتخاب مناسب زمان آستنیتی‌سازی بسیار مناسب است تا از آستنیتی شدن ناقص یا ناهمگن به دلیل زمان کم یا رشد بیش از حد دانه به دلیل زمان زیاد جلوگیری شود. پخش شدن کربن در آستنیت از گرافیت مجاور به عوامل متعددی بستگی دارد، از جمله: فاصله‌بندی گرافیت، درصد کربن اولیه فاز زمینه، دمای آستنیتی‌سازی و وجود آلیاژها. در چدن داکتیل، زمان آستنیتی‌سازی مورد نیاز برای تولید آستنیت همگن، در مدل‌سازی کمی با شعاع کلوخه‌های گرافیت، شعاع سلول آستنیت، کسر حجمی گرافیت، کسر حجمی فریت در زمینه ریخته‌گری و ثابت واپخش مرتبط است.

#### کوئنچینگ
درصد بالای کربن و سیلیسیم زمینه آستنیت چدن، که اغلب با منگنز قابل توجه و آلیاژهای دیگر نیز همراه است، سختی نسبتاً بالایی به چدن می‌دهد. به همین دلیل به جای آب از هوا، روغن، یا یک پلیمر برای کوئنچینگ استفاده می‌شود. سخت‌کاری کامل (through hardening) قطعات چدنی اغلب به دلیل اندازه بزرگ آنها، پیچیدگی قطعه یا تفاوت‌های زیاد در ضخامت مقاطع، غیرعملی است. نرخ خنک‌کاری در کوئنچینگ با آب به میزان قابل توجهی بیش از میزان خنک‌کاری بحرانی است و می‌تواند باعث تاب برداشتن بیش از حد قطعه شود. درنتیجه، مهم است که میزان خنک‌کاری را در حین کوئنچینگ تا حد ممکن پایین نگه داشت اما از طرفی نرخ خنک‌کاری باید از میزان خنک‌کاری بحرانی فراتر رود تا از تبدیل فریت پرلیت جلوگیری شود.

#### برگشت‌دهی (Tempering)
برگشت‌دهی یا تمپرینگ از طریق تبدیل مارتنزیت به α+Fe3C سختی فولاد یا چدن کوئنچ شده را کاهش می‌دهد. در چدن‌های نرمالسازی شده، فرایند تمپرینگ از طریق درشت‌سازی کاربیدهای آهن موجود، ساختار پرلیتی را نرم می‌کند. توصیه می‌شود ریخته‌گری‌های چدنی سخت‌کاری شده را بلافاصله برگشت داده و کوئنچ کرد تا تنش‌های پسماند، احتمال ترک خوردگی و همچنین میزان آستنیت باقی مانده کاهش باید. در جایی که هدف دستیابی به حداکثر سختی تمپر شده‌است، از دمای ۱۵۰ تا ۲۰۰ درجه سلسیوس استفاده می‌شود. تمپرینگ شامل پخش کربن است: در نتیجه، هم وابسته به زمان و هم وابسته به دما است، اگرچه دما بسیار مهم‌تر از زمان است. اگر زمان نگهداری در دما، حداقل دو برابر زمان لازم برای رسیدن قطعات به دمای تمپرینگ باشد، یکنواختی تمپرینگ افزایش خواهد یافت. درجه حرارت مناسب برای سختی نهایی مورد نظر تا حد زیادی تحت تأثیر ترکیب آهن و تعداد گره‌ها یا ساختار پوسته قرار می‌گیرد.

#### آستمپرینگ (Austempering)
آستمپرینگ یک عملیات حرارتی ویژه است که وقتی روی چدن‌ها و فولادها اعمال می‌شود، قطعاتی تولید می‌کند که مستحکم‌تر و سخت‌تر از قطعاتی است که عملیات حرارتی متعارف بر روی آنها انجام شده‌است. آستمپرینگ چدن‌ها شامل مراحل زیر است:
- A B: گرم کردن قطعه تا محدوده آستنیتی ۸۰۰ تا ۹۵۰ درجه سلسیوس
- B C: نگه داشتن قطعات در این دما برای مدت زمان کافی برای اشباع کردن آستنیت با سطح کربن تعادل
- C D: خنک‌کاری (کوئنچ) قطعات به اندازه کافی سریع برای جلوگیری از تشکیل فریت و پرلیت تا دمایی بالاتر از دمای شروع مارتنزیت (Ms) دمای آستمپرینگ.
- D E: آستمپر کردن قطعه در محدوده ۲۴۰ تا ۴۰۰ درجه سلسیوس برای مدت زمانی کافی برای تولید یک ساختار پایدار از فریت سوزنی شکل و آستنیت غنی شده با کربن. این ساختار که آسفریت (ausferrite) نامیده می‌شود، ساختاری است که ویژگی‌های با کارایی بالا مورد نظر را ایجاد می‌کند.
- E F: خنک کردن قطعه تا دمای اتاق